# Typopeltis kasnakowi
Espèce
Typopeltis kasnakowi est une espèce d'uropyges de la famille des Thelyphonidae.

## Distribution
Cette espèce est endémique de Thaïlande.

## Description
Le mâle holotype mesure 33 mm.

## Publication originale
- Tarnani, 1900 : Deux nouvelles espèces de Thelyphonidae. Zoologischer Anzeiger, vol. 23, p. 481-482 (texte intégral).